# Carrozzeria Garavini
La Carrozzeria Garavini è stata una carrozzeria italiana fondata nel 1908, specializzata nella realizzazione di autovetture prototipo e in esemplare unico, nel disegno e nella progettazione di carrozzerie su commissione.

## Storia

### I primi anni e l'ascesa
Nel 1908 Eusebio Garavini rilevò la carrozzeria Piemonte che aveva, nel suo programma aziendale, la produzione di vetture a cavalli e scocche per veicoli a motore di qualsiasi tipo. Sotto la guida di Garavini, l'azienda conseguì ottimi risultati e nel 1911 venne trasformata nella società G. Diatto-E. Garavini & C.
Altri partecipanti all'impresa, ubicata a Torino in corso Regina Margherita, furono G. Fissore, F. Tosa e G.B. Ceirano.

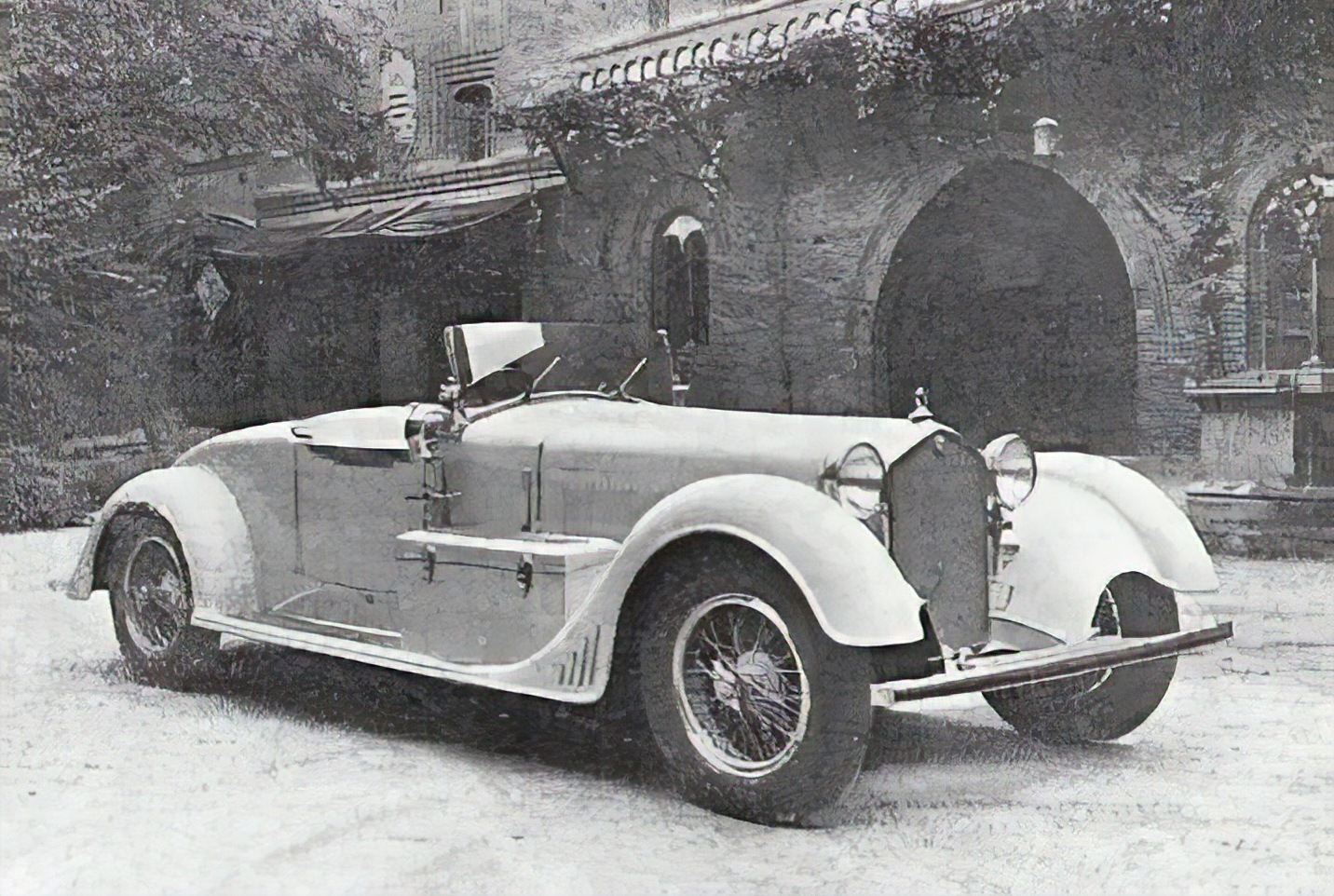
Alfa Romeo 6C 1750 Garavini

Garavini prese il controllo della direzione della ditta e la sviluppò in tutte le tendenze costruttive, dalle auto da gran turismo e di lusso alla produzione di mezzi utilitari ed industriali.
Grazie alla manodopera specializzata, all’alta qualità dei materiali e ai numerosi brevetti, particolare successo ebbero automobili eleganti e costose. 
Nel 1914 i fratelli Diatto si ritirarono e Garavini ne rilevò le quote. Nel 1915 la società contava 500 operai organizzati in due turni di lavoro.
Un anno dopo, allo scoppio della prima guerra mondiale, la produzione dovette incentrarsi sullo sforzo bellico, accantonando il lusso e la ricercatezza.
Alla fine del conflitto, nel 1918, Garavini tornò alla produzione di vetture di lusso esposte ai saloni automobilistici di Ginevra, Parigi e Londra. La Garavini collaborò con alcune grandi case automobilistiche per la produzione di loro “fuoriserie”, tra le quali Alfa Romeo, Bugatti, Isotta Fraschini. Tra i suoi clienti annoverò Benito Mussolini, il re Menelik e la regina Thaitù, oltre che dignitari e reali di tutta Europa.

Negli anni 1920 iniziò lo sviluppo in Sudamerica con la prima esposizione in Argentina della Isotta Fraschini 8A. Garavini accostò alla produzione di auto di lusso quella di ambulanze, furgoni specializzati e autobus, caratterizzati dalla carrozzeria “belvedere” che consentiva l’installazione di una capote ripiegabile in pochi minuti da una sola persona. Le carrozzerie aperte e i cabriolet, soprattutto a quattro porte, erano sempre stati una caratteristica della Garavini. 

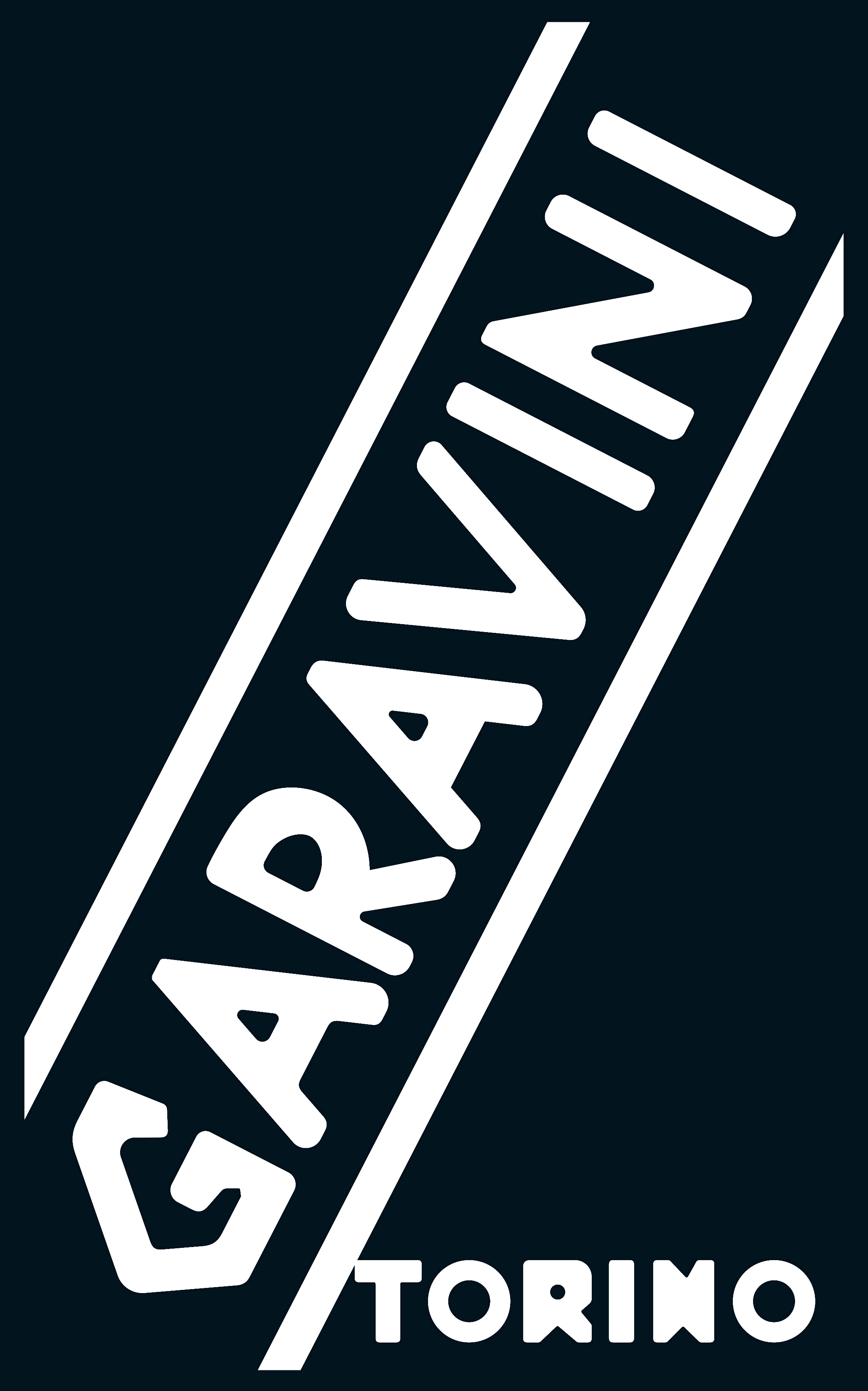
Logo originario della Carrozzeria Garavini

### Le innovazioni
Nel 1926 la Garavini produsse la sua prima scocca interamente metallica con tetto completamente apribile.
Al Salone di Milano del 1927 venne mostrato per la prima volta il brevetto "Plumelastica superleggerissima" e "Plumacciaio", un'alternativa al brevetto “carrozzeria elastica Weyman”. Consisteva in una serie di tamponi in gomma che separavano la carrozzeria dal telaio in modo da offrire una maggiore confortevolezza per gli occupanti e da risolvere il problema della scarsa rigidità dei telai che, anche a causa delle strade dissestate, sollecitavano le carrozzerie fino al punto di lesionarle. Dai giornalisti dell'epoca venne definita unica vera novità del salone.

Nel 1930 venne presentato il Torpedone Belvedere, autobus con carrozzeria trasformabile e con bassa rumorosità. Una sola persona era in grado di convertire il torpedone in un autobus chiuso o aperto. 

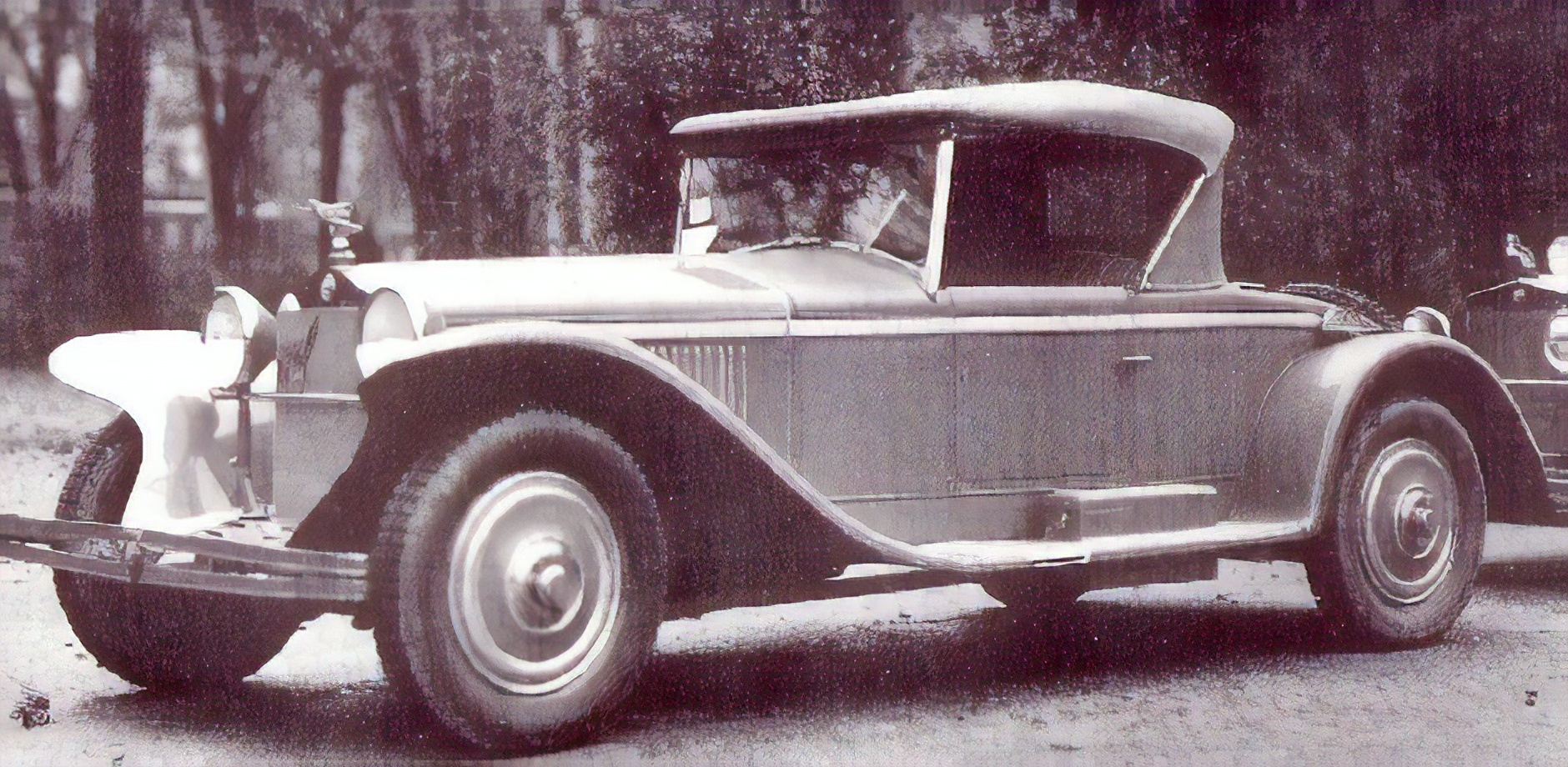
Alfa Romeo Garavini

Era dotato di ampi cristalli di protezione anche nella versione aperta, con sistema di aerazione che permetteva la circolazione d'aria filtrata, e il convogliamento all'esterno di esalazioni e fumi. Inoltre il sedile di guida era regolabile in funzione della corporatura del guidatore, il sedile stesso poteva inoltre essere ribaltato all'indietro formando un piano unico con il sedile immediatamente posteriore.
Allo scoppio della seconda guerra mondiale, come già accaduto nella prima, gli stabilimenti furono adoperati per sostenere lo sforzo bellico con la produzione di carri alpini e slitte per l’ARMIR destinate al fronte russo.

### Il secondo dopoguerra
Il conflitto danneggiò gravemente gli stabilimenti e nel dopoguerra Garavini preferì concentrare gli sforzi produttivi verso gli autobus. Nel 1942 la Garavini brevettò in Italia il filobus portante a tre assi su cui venivano ancorati direttamente gli organi di trazione, sospensione e direzione. Tra gli altri brevetti di questo periodo Garavini annoverava tettucci apribili e porte a libro.
Nel 1945 l'azienda contava 800 dipendenti. Agli inizi degli anni ‘50 gli stabilimenti Garavini si ampliarono in un vasto triangolo nel borgo Vanchiglia di Torino.
Nel dopoguerra la Garavini introdusse nello scenario italiano innovazioni nella produzione automobilistiche come, ad esempio, l'abbandono di ogni parte in legno nella carrozzeria a favore di una carrozzeria a guscio interamente metallico, già introdotta nel 1926. Studiò inoltre un monoscocca, in quanto secondo gli ingegneri di Garavini l’auto ideale deve avere una carrozzeria portante per ricavare con un minor peso una maggiore capacità di trasporto a parità di potenza. Faceva largo uso delle leghe leggere come il duralluminio, che subisce un trattamento di ossidazione anodica semplice per formare uno strato superficiale di estrema durezza e inalterabilità.
A causa della standardizzazione dei prodotti avvenuta nel secondo dopoguerra diminuisce l’interesse verso i prodotti a esemplare unico. La Garavini cessò le attività alla fine degli anni 70

## Principali modelli sviluppati dalla Garavini
- Alfa Romeo 6C 1750
- Alfa Romeo 6C 1750 Saloon
- Alfa Romeo 6C 1750 Spider Albatros
- Alfa Romeo 6C 1750 Sport Bateau
- Alfa Romeo 6C 2500
- Alfa Romeo 8C 2300
- Diatto Tipo 30
- Fiat 500
- Fiat 508
- Fiat 508 Balilla
- Fiat 510
- Fiat 514 Victoria
- Fiat 521
- Fiat 525
- Isotta Fraschini Tipo 8
- Itala Tipo 50
- Itala Model 61
- Lancia Appia
- Lancia Artena
- Lancia Astura
- Lancia Augusta
- Rolls Royce New Phantom
- Rapid Coupé